# مربیگری دسته اول
بازی مربیگری دسته اول (به انگلیسی: 1st Division Manager) در سال ۱۹۹۱ و در سبک مربیگری توسط شرکت کُدمسترز (Codemasters) تولید و منتشر گردید.

## داستان
همان‌طور که از نام این بازی مشخص است، داستان بازی حول مدیریت و مربیگری یکی از باشگاه‌های فوتبال لیگ انگلستان می‌چرخد.

## گیم‌پلی

تصویر بازی آمیگا

این بازی در ژانر مربیگری و مدیریت ورزشی می‌باشد و بازیباز حق انتخاب یکی از تیم‌های فوتبال باشگاهی در انگلستان را دارد. این بازی امکاناتی از قبیل: مدیریت تیم، خرید و فروش بازیکن، مدیریت بودجه باشگاه، تمرین و ... را در اختیار بازیباز قرار می‌دهد.

## سازندگان بازی
- برنامه نویسان: کریس چاپمن (Chris Chapman)، نیک سِن (Nik Sen)
- گرافیک: برایان هارتلی (Brian Hartley)
- موزیک: آلیستر بریمبل (Allister Brimble)

## سیستم‌ها
این بازی در سال ۱۹۹۱ با همکاری شرکت‌های سیروس سافت ویر و کُدمسترز بر روی رایانه‌های خانگی کمودور ۶۴، اسپکتروم، آمیگا، آمستراد سی پی سی و آتاری اس تی منتشر گردید.

## حداقل سیستم مورد نیاز
- آمیگا:

1. مدل: آمیگا ۱۰۰۰
2. سیستم عامل: کیک استارت ۱٫۲
3. مُد گرافیکی: OCS/ECS

- اسپکتروم:

1. حداقل حافظه: ۴۸ کیلوبایت

## معادل انگلیسی
1. ↑  Codemasters
2. ↑  Cirrus Software